# 20 dies a Mariúpol
20 dies a Mariupol és un documental ucraïnès del 2023 dirigit per Mstislav Txernov. La pel·lícula explica la història dels vint dies que Txernov va viure amb altres periodistes durant la Batalla de Mariúpol després que l'exèrcit rus comencés la invasió d'Ucraïna del 2022. Txernov va recopilar imatges que va enregistrar a la ciutat de Mariúpol juntament amb l'equip de Frontline i Associated Press.
La pel·lícula es va estrenar el 20 de gener al 39è Festival de Cinema de Sundance. Va ser seleccionada per Ucraïna per a l'Oscar a la millor pel·lícula de parla no anglesa als Premis Oscar de 2023, i va rebre una nominació a Oscar al millor documental. La pel·lícula també va ser nominada als LXXVII Premis BAFTA i va ser considerada una de les 5 millors pel·lícules documentals del 2023 pel National Board of Review. També es va projectar a l'inici de la 78a sessió de l'Assemblea General de les Nacions Unides.
L'empresa de distribució de pel·lícules documentals a Anglaterra Dogwoof supervisa els drets de venda internacional, excepte a Amèrica del Nord, on PBS Distribution en va adquirir els drets. Es va estrenar al cinemes dels Estats Units d'Amèrica el 14 de juliol. A Ucraïna es va estrenar el 31 d'agost i les projeccions prèvies a l'estrena van tenir lloc a Kíiv i Lviv. El primer cap de setmana de setembre de 2023, la pel·lícula va recaptar més de 530.000 грн a taquilla, esdevenint el documental ucraïnès més taquiller de la història.

## Argument
La pel·lícula documenta com un equip de periodistes ucraïnesos queda atrapats a la ciutat assetjada i malden per continuar la seva tasca documentant la guerra.